# Niphona borneensis
Niphona borneensis là một loài bọ cánh cứng trong họ Cerambycidae.